# Pristimantis amydrotus
Pristimantis amydrotus là một loài động vật lưỡng cư trong họ Strabomantidae, thuộc bộ Anura. Loài này được Duellman & Lehr mô tả khoa học đầu tiên năm 2007.